# Ermitas de los Jardines del Buen Retiro
Las ermitas de los Jardines del Buen Retiro se refiere al grupo de ermitas ya desaparecidas del parque del Retiro de Madrid (España). 
En los Jardines del Buen Retiro, lugar de recreo de la corte, había siete ermitas: las de San Juan y Santa María Magdalena al norte, no lejos de la puerta de Alcalá; la de San Isidro, la más cercana al edificio del palacio, casi lindando con el Real Coliseo del Buen Retiro; las de San Jerónimo y San Bruno, entre el estanque llamado Ochavado y el estanque grande al otro extremo del jardín; la de San Pablo al sur, casi en línea con los apartamentos reales del palacio y las de San Antonio de los Portugueses y San Blas, casi fuera del perímetro del parque.
Eran pequeñas construcciones que mezclaban lo cortesano y lo religioso, donde se celebraban meriendas, banquetes y representaciones. Estaba cada una asociadas a los jardines que las rodeaban. Cosme III de Médicis, en su visita en 1668 al palacio del Retiro, las describe como  “casitas de ladrillo y de piedra con una capillita, que eran habitadas por un fraile de San Jerónimo que  tienen la iglesia y el monasterio por debajo del Retiro".
El precedente para la presencia de ermitas en los Jardines del Retiro fueron quizás la huerta y del parque del palacio ducal de Lerma, donde había cinco ermitas, o en las que rodeaban el monasterio de Monserrat, donde había trece y que visitó Felipe IV. Para todas las ermitas, en general muy ricamente decoradas, se hicieron pinturas  y esculturas por maestros como Velázquez, Juan de Solís, Antonio de Herrera, Núñez del Valle, etc.

## Ermitas

#### Ermita de San Isidro
Esta ermita estaba dedicada al patrón de los agricultores, y se encontraba al este de la Plaza Grande del Palacio. De aquí partía el Río Chico, canal de agua que servía para el riego de los jardines de otras ermitas. En el plano de Texeira tiene el número 77. Tenía un patio con arbolado y estaba vinculada al patio, aunque funcionaba como un elemento independiente, con un chapitel central y una linterna muy alta.

#### Ermita de San Pablo
Fue la primera ermita en construirse en 1633. Estaba localizada al sur del jardín Ochavado y está referenciada en el plano de Texeira con el número 82. Era de planta cuadrada y con cubierta a cuatro aguas, con una arquitectura sencilla. Tenía un pequeño jardín posterior. Es conocida porque Velázquez pintó para su interior el cuadro de San Antonio Abad y San Pablo. Más tarde, se transformó en un espacio lúdico y de ocio probablemente por su cercanía a palacio.

#### Ermita de San Juan
La ermita de San Juan  era la casa y biblioteca del Alcaide  del Buen Retiro, el conde duque de Olivares. Estaba situada  en el solar de la sede actual del Ayuntamiento. En el Plano de Texeira tiene el número 83. La construyó Juan de Aguilar entre 1633 y 1634. Tenía un pequeño jardín adosado a otro mayor vinculado a la conocida Huerta del rey o de San Juan.

#### Ermita de San Bruno
Fue construida en 1634 por Lucas Rodríguez. Referenciada con el número 84, según el plano de Teixeira, estaba ubicada entre la fuente Ochavada y el estanque grande. Contaba con la peculiaridad de que en su parte posterior, había una sala de burlas, donde mediante conductos ocultos se mojaba a los espectadores sin que se diesen cuenta.

#### Ermita de La Magdalena
Referenciada en el plano de Teixeira con el número 89, se construyó en 1635 junto a la tapia norte de los jardines y fue derribada en 1869 cuando se efectuó la remodelación de los jardines para construir la calle Alfonso XII y la plaza de la Independencia. En 2019, durante las obras del Paseo de México, se encontraron los restos de esta ermita.

#### Ermita de San Antonio de Los Portugueses
Se encontraba en el centro de un estanque lobulado. En el plano de Teixeira tiene el número 99. Fue financiada y construida entre 1635 y 1637 por la comunidad portuguesa que residía en Madrid, lo que dio origen a su nombre. El encargo corrió a cargo de Alonso Carbonel.  
Fue la más grande de las ermitas y en ella destacaba el estanque de perfil lobular que la rodeaba, conectado mediante una red de canales con el estanque grande. Reconstruida por orden de Felipe V tras un incendio sufrido en 1734, finalmente fue demolida en 1761 y Carlos III construyó en su lugar la Real Fábrica de Porcelana del Buen Retiro que posteriormente destruyeron las tropas del Duque de Wellington durante la Guerra de la Independencia. En la actualidad, se levanta la Fuente del Ángel Caído.

#### Ermita de San Blas
Su referencia en el plano de Teixeira es LXXV. Esta ermita ya existía cuando se construyeron los jardines, de manera que quedó anexionada a ellos. Fue construida en 1588 por iniciativa de Luis Paredes de Paz y su esposa Ana González de Lezcano en el Cerro de San Blas situado en la zona sur del jardín y muy cercana a la Real Basílica de Nuestra Señora de Atocha con el propósito de albergar una reliquia del santo. Cada 3 de febrero, se celebraba una romería muy popular. Fue derribada en 1780 para construir en ese lugar el Real Observatorio de Madrid.